# Atanasio Ballesteros
Atanasio Ballesteros Morcillo (Bonete, Albacete, 7 de octubre de 1962-Albacete, 10 de mayo de 2019) fue un abogado, profesor de formación profesional y político español. Diputado a las Cortes Generales y senador.

## Biografía
Licenciado en Derecho. Fue profesor de formación profesional en el colegio episcopal de Almansa. Estaba casado y tenía dos hijos. 

### Trayectoria política
Poco tiempo después de licenciarse en Derecho, abrió su primer despacho en Almansa y decidió presentarse con unos amigos a la Alcaldía de su pueblo por el Partido Popular. No consiguió su objetivo de acceder a la alcaldía por un estrecho margen de tres votos.
Militante del Partido Popular, ocupó diversos puestos dentro del Partido: Presidente del PP de Albacete (2000-2004); Concejal del Ayuntamiento de Bonete durante ocho años (1995-2007); Diputado en las Cortes Generales en dos legislaturas V (1993-1996) y la VI (1996-2000). En esta última fue sustituido en diciembre de 1999 por Enrique García Martínez.
Fue vocal de la Comisión Política, Social y Empleo; de la Mixta para las relaciones con el Tribunal de Cuentas y ponente sobre la Cuenta General del Estado en la IV Legislatura (1992). Vocal de la Comisión de Política Social y Empleo, Vicepresidente segundo de la Comisión de Medio Ambiente. 
Senador por Albacete en la VII Legislatura (2000-2004), siendo vocal de la Comisión Conjunta; de la Constitucional y de la Sociedad de la Información y del Conocimiento; de la de Interior y Régimen de las Administraciones Públicas y de la de Suplicatorios. En 2004 dejó la política.

### Enfermedad y fallecimiento
En septiembre de 2018 se le diagnosticó un tumor, contra el que luchó hasta su fallecimiento en mayo de 2019. Está enterrado en su pueblo natal, Bonete (Albacete).